# Битва королей
«Битва королей» (англ. A Clash of Kings) — роман в жанре эпического фэнтези авторства американского писателя Джорджа Р. Р. Мартина, вторая часть саги «Песнь льда и пламени». Впервые роман был опубликован в США 16 ноября 1998 года.
Во втором томе показаны несколько этапов гражданской войны в Вестеросе, такие как вторжение Грейджоев, кампания в Западных Землях и Южная война. Завершается произведение битвой на реке Черноводная. Для этого периода войны характерно неминуемое поражение дома Ланнистеров, которые захватили власть в Королевской Гавани и оказались в окружении врагов. Однако финальная битва серьёзно изменила расклад сил на континенте. Также в книге показываются события на Севере — Ночной Дозор отправился в Зачарованный Лес, чтобы разузнать, почему одичалые стали собираться в Клыках Мороза. Кроме того, продолжается описываться путешествие Дейенерис Таргариен по Эссосу.
«Битва королей», как и роман-предшественник «Игра престолов», получил премию «Локус» и номинировалась на премию «Небьюла» в 1999 году. В 2005 году вышло ограниченное подарочное издание романа с иллюстрациями известного художника Джона Хау.
Роман экранизирован в рамках второго сезона телесериала «Игра престолов». Кроме того, по его мотивам создана настольная игра.

## Сюжет

### Вселенная книги
Действие произведения происходит на двух континентах мира, созданного Джорджем Мартином. Вселенная по состоянию экономики, культуры и технологий больше всего напоминает средневековую Европу, однако с привнесёнными фэнтезийными элементами. Вестерос — на этом сравнительно небольшом континенте происходит большая часть событий книги.
Северные Земли — место, где правит дом Старков, суровых и непреклонных людей; также основная часть новообразованного Королевства Севера и Трезубца, которым правит Робб Старк. Столица — Винтерфелл, который в этой же части был разрушен войсками Рамси Сноу, Болтонского Бастарда. Самому огромному замку Севера были тысячи лет и он всегда был родовым поместьем Старков. Состоял он как из центрального замка, так и многих башен, например, Библиотечной. Также под крепостью есть крипта, где захоронены все Старки от первого до последнего. Крипта — единственное, что осталось целым после разорения замка. В нём есть своя богороща с озером. Рядом расположено городское поселение.
Севернее расположена Стена — огромный ледяной барьер, где несут свою службу братья Ночного Дозора. Возведена она была Брандоном Строителем — одним из Королей Севера. Высоту она имеет 700 футов, вдоль неё расположено множество замков, однако обитаемы лишь три — Чёрный Замок, Восточный Дозор и Сумеречная Башня. Возглавляет братьев лорд-командующий. На момент событий книги этот пост занимал Джиор Мормонт. Ордену также принадлежат северные окраины Семи Королевств — так называемые Брандонов Дар и Новый Дар. Ещё севернее, в Зачарованном Лесу — дремучих землях в восточной части материка, обитают племена одичалых — анархичное сообщество вольных людей. Посередине материк пронизывает горная цепь, именуемая Клыками Мороза в южной части и Теннией — в северной. Ещё севернее на тысячи миль простираются Земли Вечной Зимы, или Белая Пустошь.
Север с остальным континентом соединяет Ров Кайлин — старая полуразрушенная крепость среди болотистых земель Перешейка. Ниже по карте расположен Трезубец, или Речные Земли — южная часть королевства Старка. Тремя реками, местной торговлей и политикой заправляет дом Талли. В Речных Землях расположен Харренхолл — крупнейший замок из известных — у него невероятно толстые стены, множество башен и он хорошо пригоден для длительной обороны. Однако это не помешало сжечь его трём драконам Эйегона. Запущенный замок принадлежал леди Уэнт, однако вскоре попал в руки Ланнистеров и стал их крепостью, что однако не помешало ей с лёгкостью переходить из рук в руки. Рядом располагаются Западные Земли — родина Ланнистеров, коварных и кровожадных, самых отрицательных героев мира. В этих горных землях активно добывалось золото, что затормозили грабежи Старков. К востоку от двух последних домов находится Долина Аррен. Представители этого дома когда-то владели всеми горами региона, но в последнее время те были захвачены местными племенами. Аррены же управляют высокогорной крепостью Орлиное Гнездо, окрестностями и низменностями.
На Железных островах к западу от земель Старков расположился гордый народ железнорождённых, возглавляет которых дом Грейджоев. Недавно они образовали королевство и захватили половину Севера. Центральными регионами королевства Роберта — Штормовым Пределом, Королевскими Землями и Драконьим Камнем — владели Баратеоны. Теперь же первый и последний регион под контролем короля Станниса Баратеона, а Королевские Земли попали в руки Ланнистеров. Что же касается Юга, Простор принадлежит Тиреллам, а Дорн, жаркие южные земли, традиционно во власти Мартеллов.
Восточнее Вестероса располагается самый огромный из четырёх известных континентов мира Мартина — Эссос. Западное его побережье — Девять Вольных Городов. Они независимы и постоянно конфликтуют между собой. Это девять республик, такие как теократический Норвос; ремесленный Квохор; Браавос — «крупнейший порт»; «торговые империи» Пентос и Мир; Тирош — город рабов, наёмников и куртизанок и др. Также в романе показано огромное Дотракийское море, или Степь, занимающее весь центр материка вплоть до горной системы Хребет Костей. В нём обитает множество передвижных ксаласаров дотракийцев с общей столицей в Вейес Дотрак. По сути это кочевые племена коневодов, живущие грабежами и разбоем. Появляющиеся в романе земли лхазарян и Красная пустошь находятся у побережья, юго-восточнее Степи. Там же у моря расположен Кварт — последний сохранившийся город народа квартийцев. На краю известного мира расположен Асшай — за великими империями, горными хребтами и жаркими пустынями. Сам он невероятно огромен, севернее него простирается загадочный Край Теней. Религиозных течений и культов в городе огромное количество, там обитают маги, заклинатели теней и ещё более загадочные личности. Как правило, в Асшай добираются по морю, вдоль южной оконечности Эссоса.
- Дом Старков
Зима близко
Винтерфелл
Риверран[3]
- Дом Ланнистеров
Услышь мой рёв
Утёс Кастерли
- Дом Баратеонов
Нам ярость
Королевская Гавань
Штормовой Предел
- Дом Арренов
Высокий, как честь
Орлиное Гнездо
- Дом Талли
Семья, долг, честь
Риверран
- Дом Тиреллов
Вырастая — крепнем
Хайгарден
- Дом Грейджоев
Мы не сеем
Пайк
- Дом Мартеллов
Непреклонные, несгибаемые, несдающиеся
Солнечное Копьё
- Дом Таргариенов
Пламя и кровь
Драконий Камень
Королевская Гавань
Лагерь Дейенерис

### Гражданская война
Тирион Ланнистер, попутно подружившись с варварскими племенами Лунных Гор, прибывает в Королевскую Гавань, чтобы занять место десницы при короле Джоффри. Мальчик, хоть и возглавил Семь Королевств, не смог вести корректную политику в государстве, что привело к кризисной ситуации и могло погубить планы лорда Тайвина Ланнистера по выигрышу семейства в гражданской войне. Войска Ланнистеров же тем временем на берегах Трезубца сжигают деревни и вешают людей. Грабёж идёт по всей центральной части Вестероса.
В отличие от первого этапа войны — Кампании в Речных Землях — когда все стороны были подданными Железного Трона, на следующих этапах королей стало несколько. Первым корону принял Ренли Баратеон, а затем обручился с Маргери Тирелл и объединил силы Простора с силами Штормового Предела.
Робб Старк, коронованный в Риверране как король Севера и Трезубца, отправляет дипломатические миссии в Орлиное Гнездо, Королевскую Гавань, Пайк и Лагерь Ренли. Однако дипломатия не дала результатов — Аррены нейтральны, Ланнистеры отвергли мир на условиях Робба, Грейджои нанесли удар в спину в ходе нападения на Север, Ренли задумался, но был вскоре убит.
Хоть Кейтилин и отговаривала его, Робб посылает Теона Грейджоя, который последние десять лет был заложником Старков, к его отцу, чтобы тот укрепил армию Севера Железным Флотом и атаковал земли Ланнистеров.
Кейтилин Старк отправлена посланницей к королю Ренли Баратеону, младшему брату покойного Роберта. Робб надеется, что братья Баратеоны отложат свои распри и выступят единым южным фронтом против Ланнистеров. Но голос разума меркнет в свете притязаний обоих братьев на престол. Пять тысяч солдат Станниса осадили Штормовой Предел. Против них выступила двадцатитысячная конная армия Ренли, но тот был убит тенью, которую призвала Мелисандра. Большая часть войск Ренли перешла к Станнису, но Лорас Тирелл увёл четыре тысячи рыцарей. Сир Кортни Пенроз не сдавал город, но его убила тень, которую вновь призвала красная жрица. И тогда крепость открыла ворота.
Бейлон Грейджой, вернув заложника, объявляет себя Железным Королём. Начинается новый этап гражданской войны — Вторжение Железных Людей на Север. Виктарион Грейджой, имея более чем три тысячи человек и сотню кораблей, высаживается севернее Рва Кайлин. Гарнизон в четыре сотни человек не сдержал позиции и Север был отрезан от Робба. Аша Грейджой, имея тысячу человек и три десятка кораблей, через месяц захватывает Темнолесье с замком Гловеров. Теон Грейджой вместе с Дагмером Щербатым и Эйроном Мокроголовым грабят Каменный Берег. Из Торрхенова удела для отражения атаки вышел Бенфред Толхарт и его отряд Диких Зайцев, но они были разбиты. Эйрон продолжил грабежи, Дагмер осадил Торрхенов удел. Леобальд Толхарт призвал союзников из Белой Гавани, пустошей и Винтерфелла. Шестьсот человек сира Родрика Касселя выдвинулись на подмогу и разбили Железных Людей. А Теон под шумок всего с двадцатью воинами захватывает Винтерфелл. Позже он был осаждён вернувшимися войсками Родрика Касселя, но их разбили люди Бастарда Болтонского. Последние захватили город, Теон и Фреи были взяты в плен, остальные убиты.
После короткого пребывания в Риверране Робб Старк начинает Кампанию в Западных Землях. Он обходит укрепления Золотого Зуба и внезапно появляется у деревни Окскросс, рядом с лагерем войска Стаффорда Ланнистера. Под покровом ночи все враги были разбиты. Далее был взят замок Эммарк дома Марбрандов. Из-за угрозы Ланниспорту и Утёсу Кастерли лорд Тайвин выступает из Харренхолла, где находился со времён его взятия во время Кампании в Речных Землях. Войска Робба подошли к Утёсу Кастерли, крепости Ланнистеров, но времени на осаду не было. Началось разграбление земель — в Риверран гнали скот и золото. Без труда был взят замок Крэг — родовое гнездо Вестерлингов. Робб получил лёгкое ранение и за ним ухаживала молодая дочь лорда Гавена Вестерлинга — Жиенна. В то же время Робб узнал, что Теон его предал, Винтерфелл разрушен, а братья убиты. Однако все думают, что замок сжёг Теон, а Болтон-Бастард (Рамси Сноу) всех спас. Убитого горем Робба своей любовью утешает Жиенна. Следуя зову сердца, он обручается с ней утром. Союз с Уолдером Фреем, которому он обещал брак на дочери, был разорван. Во время этой же кампании Эдмар Талли разбил Ланнистеров у Каменной Мельницы — из отряда Григора Клигана остался только он один. Также Русе Болтон вместе с Хелманом Толхартом при поддержке Бравых Ребят взяли Харренхолл, разбив гарнизон сира Амори Лорха численностью в две сотни людей.
Целью Робба было выманить войска лорда Тайвина Ланнистера на удобные для себя позиции и разгромить его, покорив Запад, что позволило бы развить наступление. Но лорд Тайвин повернул и ударил в тылы войск короля Станниса Баратеона на реке Черноводная, где перед этим произошло морское сражение Ланнистеров и флота Станниса. Благодаря плану Тириона цепь закрыла вход в реку с моря, а дикий огонь сжёг корабли. Однако флот короля сгорел весь, Станнис же потерял чуть больше половины кораблей. Началась высадка войск Станниса и переправа армий через реку, в ворота уже били тараны. Однако в тылы войска Станниса ударили войска лорда Тайвина и 74 тысячи солдат Тиреллов. Авантюра Баратеона не удалась и он отступил с кораблями Салладора Саана. Несколько отрядов Станниса на берегу были разбиты ударом конницы Тириона, однако сам карлик был тяжело ранен и долго пролежал без сознания. Давос в ходе битвы на Черноводной упал с корабля и чуть не утонул. Ланнистеры щедро одарили своих спасителей званиями и землями.
В это время в Риверране леди Кейтилин освободила Джейме Ланнистера. Вернувшийся с Запада Робб простил её, однако Карстарки восстали, за что их лорд Рикард был предан казни. Намного страшнее явной измены Карстарков была тайная со стороны Русе Болтона, из-за которой войска Робба были разбиты в битве у Сумеречного Дола и в битве при Винтерфелле. Так Робба предавали вассалы, хороших союзников у него не было, дом он потерял и был вынужден вести войну на два фронта против численно превосходящих врагов. «Я выигрываю сражения, но проигрываю войну», — говорил он.
Тем временем на Севере Дагмер Щербатый решил взять реванш и захватил Торрхенов Удел.

### Путешествие Арьи
Арью Старк из Королевской Гавани забирает вербовщик Ночного Дозора Йорен. С ними идут Джендри, бастард короля Роберта, и те добровольцы и заключённые, которых взял с собой Йорен. Арья теперь — «мальчик Арри» — для конспирации. Йорен обещает доставить её в Винтерфелл. Отряд с повозками укрылся в замке возле Божьего Ока (озеро, на берегу которого стоит Харренхолл), однако ланнистерский отряд сира Амори Лорха атаковал их замок ночью. С большими потерями он был взят и сожжён. Арья, Джендри, Пирожок и Ломми Зелёные Руки бегут. По пути Арья освободила троих заключённых — Якена Хгара, Роржа и Кусаку. Путешествие продолжается, однако в итоге неудачной разведки отряд был захвачен в плен людьми Григора Клигана. Ломми, который не мог идти, был убит ланнистерцами. Пленных восемь дней держали в сарае, а потом отвели в Харренхолл и сделали слугами Ланнистеров.
Троица спасённых теперь служит Амори Лорху. Арья создаёт «список», куда заносит всех, кого ненавидит и хочет убить. Якен приходит к Арье, и говорит, что должен убить троих вместо тех, кого она спасла, ведь того требуют боги. Первым стал Чизвик, который хвалился участием в групповом изнасиловании. Вторым стал главный над слугами Виз и его собака. Она загрызла его, а её позже зарубили. Арья понимает, что нужно назвать человека поважнее. В замок приводят пленных северян с Робертом Гловером во главе. Якен отказывается их освобождать и Арья называет его собственное имя. Тогда он соглашается в обмен на помощь убить кого-то другого. С помощью «Ласкиного супа» та самая троица убивает стражников. Северян освободили. Вместе с Бравыми Ребятами те перебили ланнистерцев. Якен сказал, что долг Многоликому и Арье уплачен. Также он сообщил, что этому человеку пора умереть, и трансформировался в другого. Арья спросила его, можно ли ей научиться. Бывший Якен ответил положительно, но Арья не захотела идти с ним в Вольные Города и тот дал ей монету. После слов «валар моргулис» и предъявления монеты любой браавосец проведёт её к нему.
На следующий день в замок прибывает Русе Болтон и в благодарность назначает Арью своей личной чашницей. У неё уже четвёртое имя — Нимерия, или Нэн. Арья случайно встречает оруженосца Робба, за которого ей предстоит выйти замуж по договору с Фреями.

### Путешествие Брана
Бран Старк после ухода Робба на войну стал наместником Винтерфелла за регентством мейстера Лювина и сира Родрика Касселя. Им он был вплоть до захвата замка Теоном Грейджоем. Бран, чтобы сохранить жизнь людей, объявил его принцем Винтерфелла. Сам он решил бежать вместе с Риконом и другими союзниками. Ночью они выступили, спутав следы, а затем скрылись в крипте под городом. Поисковая операция Теона провалилась, но Вонючка, а на деле Рамси Болтон, показал ему одежду детей и предложил убить похожих. Теон отправился в некую гостиницу, где были дети, покожие на Старков. Их головы поставили на пиках перед Винтерфеллом и все были уверены, что это именно Старки. Все, кто знали секрет, были убиты в течение нескольких дней.
Позже войска Родрика Касселя осадили город, но не решались идти на штурм, ведь в заложниках у Теона была дочь Касселя Бет. Затем Бастард Болтонский разгромил силы Касселя, захватил город и разрушил его до основания. Младших Старков объявили погибшими. Все выбрались из крипты невредимыми. В богороще нашли умирающего мейстера Лювина, который подсказал им, что делать. Бран выступил в путь за Стену с Мирой и Жойеном Ридами, детьми лорда Сероводья Хоуленда Рида, и Ходором, который носит «сломанного мальчика». За Стеной, согласно «зелёным снам» Жойена и видениям Брана, живёт трёхглазая ворона, которая научит Брана летать. Рикон же вместе с бывшей одичалой, а позже прислужницей кухни Винтерфелла, Ошей отправился в Белую Гавань, к лорду Мандерли, одному из немногих оставшихся верным Старкам.

### Драконий Камень
Мейстер при владениях Станниса Баратеона — престарелый мейстер Крессен. В прологе он стремится погубить красную жрицу Мелисандру из Асшая, которая прибыла на остров, чтобы внедрить здесь веру в Р’глора, Владыку Света. Крессен сразу понял её замыслы и решил её отравить. Вино с ядом, которое он предложил, на неё не подействовало, а вот один глоток убил старого мейстера. Станнис же к тому времени успел объявить себя королём Вестероса, ведь он знает, что Джоффри — сын королевы Серсеи и её брата-близнеца Джейме, а вовсе не Роберта. Также он переходит в веру красной жрицы.
В романе появляется новый персонаж, сир Давос Сиворт, Луковый Рыцарь. Однажды он подвёз Станнису в Штормовой Предел лук и рыбу, когда во время Восстания Баратеона войска Таргариенов осадили город. За это его возвели в рыцари. Теперь же Давоса послали склонить Штормовых Лордов на сторону Станниса, но те либо отказали, либо перешли к Ренли Баратеону, младшему брату Станниса, который собирает войска на Юге.
Остров перешёл в новую веру, идолы Семерых Богов были сожжены. Выступившие против были убиты. Станнис из огня достал свой меч — Светозарный, который озаряет огонь Р’глора. Позже он отплыл с острова для занятия Штормового Предела, а позже собирался для Битвы на Черноводной.

### Стена и Зачарованный Лес
По указанию лорда-командующего Мормонта Ночной Дозор отправляется в поход на Север. Джон Сноу и Сэмвел Тарли следуют вместе с остальными братьями. Цель братьев — разузнать планы одичалых, ведь те почему-то стали покидать свои деревни и отправляться на север, в Клыки Мороза. Вскоре Дозор обнаруживает опустевшую деревню Белое Древо, однако не находит там абсолютно ничего. Позже братья посещают Замок Крастера, где живёт независимое большое семейство. Крастер берёт в жёны собственных дочерей. Мальчиков же он отдаёт в жертву и их забирают Иные. Живут они в длинном двухэтажном доме с земляным полом. На первом этаже расположен очаг и гостиная, на втором — спальни.
Вслед за этим братья Дозора прибывают в Кулак Первых Людей — руины древней крепости этого народа. Однако, несмотря на столетия пустования, стены там сохранились, а братья укрепили оборону с помощью кольев. Также они разбили лагерь и стали ждать подкрепления из Сумеречной башни, а также провели офицерский совет. Джон и его лютоволк Призрак находят в глубине леса тайник с оружием из драконова стекла Когда Куорен Полурукий со своим отрядом прибывает, то призывает Джиора Мормонта отправить часть братьев на разведку в Клыки Мороза. Джон Сноу вызывается и тремя группами они выступают. Группе Джона достаётся Воющий перевал. Там братья атакуют сторожевых-одичалых, двое были убиты, но проснувшуюся девушку Игритт Джон убивать не стал, а отпустил.
Братья продолжили путь, а Джон глазами Призрака рассмотрел огромный лагерь одичалых с отрядами великанов на мамонтах. Обнаружив преследование, братья стали возвращаться обратно. Далбридж остался на возвышенности, чтобы отвлечь огонь на себя и задержать наступление. Каменный Змей и Эббен порознь начали отступать к Кулаку. Куорен сказал Джону, чтобы в случае поимки тот перешёл на сторону одичалых в качестве шпиона. Четырнадцать одичалых их настигли. Джон сдался и лидер противника Костяной Лорд решил его убить, но за него заступилась Игритт. Убив с помощью волка Полурукого, Джон заслужил своё место в Вольном Народе.

### Эссос
Дейенерис Таргариен в ту ночь, когда в пламени погребального костра Дрого родились три новых дракона, видит в небесах красную комету и решает, что она указывает ей путь. Хотя это была всего лишь отговорка. Дорога была лишь одна — через Красную Пустошь. Путь едва не оказался фатальным для её небольшого кхаласара. Они прибывают в заброшенный город, но он полон еды, растущей на деревьях, и источников воды. Поселению дали имя Вейес Толорро. По-дотракийски это значит Город Костей. Здесь же Джорах Мормонт, первый рыцарь её Королевской Гвардии, влюбляетя в Дени.
Королева отправила своих кровных всадников на разведку. Чхого вернулся позже всех, но с посланниками из Кварта — колдуном Пиатом Преем, жрицей Куэйтой и богачом Ксаро Ксоан Даксосом, старейшиной крупнейшей купеческой гильдии Кварта. Чистокровные, правители города, отказали ей в помощи по отвоеванию Вестероса. Купцы не помогли также. Позже Дейенерис сожгла мейег в Доме Праха и получила свой первый дотракийский колокольчик, который заплетается в косу, в честь своей первой победы.
Заклинательница теней Куэйта посоветовала Дени ехать в Асшай, а орден Жалостливых совершил покушение на королеву. На помощь пришли Силач Бельвас и Арстан Белобородый. Однако в порту началась драка с ними же, ибо их восприняли как преследователей. В конце концов все вместе они сели на три корабля, названные Дейенерис в честь легендарных драконов Таргариенов и отплыли в Пентос, обратно к Иллирио. От спутников Дени узнала, что узурпатор Баратеон мёртв.

## Создание

### Написание книги
«Песнь Льда и Пламени — это нечто совершенно новое в литературе (по крайней мере для меня). Сюжетные повороты просто удивительны — и это в том жанре, где читатели привыкли видеть предсказуемость. […] Игра престолов глубоко шокировала меня после первого прочтения и коренным образом измернило мои представления об эпическом фэнтези».
Джордж Рэймонд Ричард Мартин — известный американский писатель-фантаст, сценарист, писатель и редактор, лауреат многих литературных премий. Родился он 20 сентября 1948 года в Бейонне, небольшом городке в штате Нью-Джерси в небогатой семье. Отец его был портовым грузчиком, а мать — менеджером в фактории. В детстве Джордж много читал, а также писал рассказы и одно время даже продавал их друзьям. На его стиль оказали влияние такие писатели, как Говард Лавкрафт, Роберт Говард, Роберт Хайнлайн, Эрик Фрэнк Рассел, Андре Нортон, Айзек Азимов, Фриц Лейбер и Мервин Пик
. Публиковаться Мартин начал в 1971 году. Первые шесть лет он работал над научно-фантастическими рассказами и добился в этом успеха, выиграв три Hugos, два Nebulas, World Fantasy Award и Bram Stoker Award. В 1977 году он дебютировал своим первым крупным романом Умирающий свет.
В 1980-х гг. Джордж Мартин переехал в Голливуд и стал работать там сценаристом, но масштабность его работ не подходила заказчикам. Вот как он сам описывал это:
С первых же сценариев мне твердили: „Это великолепно, но слишком длинно, слишком много букв“ …. Мне приходилось их сокращать, поэтому, вернувшись к книгам, я сказал себе: „Больше не буду заботиться ни о чём в этом духе“… Я хотел тысячи персонажей, масштабные битвы, великолепные замки и анфилады — всё то, что я не мог позволить себе на телевидении.
Несмотря на это, Мартин всё же приложил свою руку к нескольким известным проектам, таким как Сумеречная зона и Doorways. В то же время родилась идея Диких карт. К моменту создания саги «Песнь Льда и Пламени», с которой он в основном и ассоциируется, Джордж уже был известен как писатель. Работа над ней была начата в 1991 году в городе Санта-Фе. Первоначально автор предполагал трилогию из книг Игра престолов, Танец с драконами и Ветра зимы по 800 страниц каждая. Первая описывала бы Гражданскую войну в Вестеросе, вторая — приход Дейенерис, а третья — наступление Зимы и нашествие Иных. Согласно его плану начала 90-х, тома выходили бы с промежутком в один год. Однако со временем Мартин убедился, что трёх книг будет слишком мало для уложения масштабного сюжета и количество томов постепенно росло — сначала описание гражданской войны расширилось до двух, а позже и до четырёх книг, а затем Мартин разделил последнюю книгу на две части и получилось семь томов.
Во время написания «Песни Льда и Пламени» Мартин часто обращался к историческим книгам, используя метод «полного погружения». Когда писатель описывал то или иное событие, он старался узнать о нём как можно больше, но и не пытался втиснуть все полученные сведения в роман. Среди исторических книг Джордж выделял следующие работы: «Средневековый солдат» Джерри Эмблтона и Джона Хау, «Загадка XIV века» Барбары Такман, «Средневековое фехтование» Джона Клементса, сборник «Средневековые войны» Дэвида Николя, «Великие города Древнего мира» Л. Спрэг де Кампа, Хроники Фруассара и множество других. Также он отметил, что использовал большое количество специализированной литературы, в том числе о средневековых шутах и музыкантах, праздниках и рыцарских орденах, а также о крупных военных конфликтах, таких как Столетняя война или Война Алой и Белой Розы. у Джорджа Мартина есть несколько книжных шкафов, полностью заполненных специализированной литературой о Средних Веках. Также для работы автор посетил большое количество европейских достопримечательностей
.
Всё это Джордж отразил в романе, стараясь сделать повседневную жизнь максимум правдоподобной:
Я много читал о эпохе Средневековья и жизни людей в это время, в особенности касался одежды, кухни этого периода, а также пиршеств и турниров. Вместо того, чтобы сосредатачиваться на чём-то конкретном, я предпочитаю полностью погружаться в эпоху, вникая в суть процессов, и всё ради того, чтобы сделать книгу более реалистичной.
Как Мартин говорил сам, ещё до написания книги он расписывал вселенную — рисовал карты, продумывал исторические события, списки правителей, города и тому подобные вещи. Одной из первых автор продумывал историю Дейенерис. Также он отметил, что одной из его целей было придание динамики сложной сети городов, организаций и персонажей в романе. Порой персонажи складывали сюжет не так, как он предполагал изначально. Довольно таки тяжёлым занятием было раскрытие образа персонажей и отображение их взросления со временем. Как сказал Мартин, это было одной из труднейших задач.
Читатели быстро полюбили роман за яркость образов — зловещие Иные, огромная ледяная Стена, драконы, благородные дома, обилие интриг и т. п. Мартин также запомнился тем, что мог в любой момент убить благородного персонажа, чтобы показать, какой суровый мир он создал и насколько тяжело выжить в нём правильным людям. Как он сам говорил, ему импонируют серые персонажи, а белые и чёрные интересуют слабо. Автор сумел удачно совместить фэнтезийную сагу и сильный исторический роман о гражданской войне. Также Мартин пишет очень подробно и пространно. Эту его «фишку» одни очень обожают, другим же она не по нраву.
О стиле Джорджа Мартина как писателя можно судить из его известной цитаты:
Писателей существует великое множество, я люблю приводить аналогию с архитекторами и садовниками. Есть писатели-архитекторы, они все-все планируют, все-все намечают, и до того, как будет вбит первый гвоздь она знают на что будет похож дом, где будет гардеробная, где будут проложены трубы, и все это архитектор запечатлеет на доске задолго до какой бы то ни было работы. И садовники, что выкапывают ямку и закладывают в неё семечко, поливают своей кровью и наблюдают за тем, что же вырастет, какую бы форму оно не приняло. Они знают, какое семя они взращивают — дуб или вяз, страшилка или научная фантастика, — но они не знают, насколько большим оно вырастет или какую форму примет. Я в большей степени садовник нежели архитектор.
Также у Джорджа Мартина есть ещё одна отличительная манера в написании — повествование ведётся от лица разных персонажей, а их главы отражают именно их точку зрения на события. Герои у Джорджа Мартина — запоминающиеся и колоритные. Читатели видят в них не то, что бросается на первый взгляд — Григор Клиган запоминается не за свой рост, а Тирион — не за то, что он карлик. Читатели видят персонажей изнутри и понимают причины их поступков, а некоторые из них одновременно могут проявлять себя и как положительные, и как отрицательные (например, Петир Бейлиш или Сандор Клиган). Мартин сумел создать и непредсказуемый сюжет — когда победа определённой силы очевидна, происходит ряд событий, которые сводят на нет их успехи.
Работа Мартина изобилует художественными деталями, многие из которых обнаруживаются при повторном прочтении. Читатель в гуще событий, переживая за персонажей, попросту их не замечает, да и сами герои пропускают это. При повторном прочтении саги, уже не переживая, читатель может обнаружить много нового в книгах. Это характерно для многой постмодернистской литературы. Обилие отсылок и намёков столь велико, что выявить их все крайне трудно. В этом Мартин схож с Владимиром Набоковым, Роджером Желязны и Джином Вулфом. Помимо того, он очень умело описывал предпосылки каждого события, но они становились очевидными только после его прохождения. Также Мартин известен неожиданными сюжетными поворотами.
Серьёзно автор работает и над геральдикой. Для этого у него есть толстые книги со всеми тонкостями процесса. Поклонники творчества Мартина даже создали сайт, где разместили гербы более чем 400 различных мелких и крупных домов Вестероса. Также автор подробно описывает еду в саге:
Пейзажи, звуки, запахи — вот что оживляет эпизод. В битве, в спальне или на званом пиру — неважно — действуют одни и те же приемы. Вот почему я трачу столько времени и сил на описание тех блюд, которые едят мои герои: что именно, как приготовлено, как выглядит, пахнет, какого вкуса. Этот фон придает сценам текстуру, делает их яркими и психологически достоверными — запоминающимися. Впечатления, получаемые через чувства, проникают глубоко в самые основы нашего сознания, куда вряд ли можно добраться, излагая сюжет сугубо интеллектуально.
Джордж Мартин может работать одновременно над несколькими книгами и во время создания саги он издал большое количество других романов. Наиболее активно он работает как соавтор регулярно выходящих сборников рассказов «Дикие карты».

### Публикация
Работу над первыми двумя частями саги Джордж Мартин начал в 1991 году в городе Санта-Фе. Первый вариант рукописи составил 1088 страниц без приложений, хотя изначально автор хотел уместить все события в 800 страницах. Впоследствии 300 страниц писатель переместил во второй роман.
В 1996 году Джордж Мартин отправил своему редактору три заявки. Книги были абсолютно разного жанра — научная фантастика, хоррор и фэнтези-трилогия. Редактор одобрил последний вариант по той причине, что фэнтези-книги продать проще всего. Уже в этом году был опубликован первый том — Игра престолов, ставший безумно популярным среди поклонников творчества Мартина и течения фэнтези в принципе. Уже в 1998 году свет увидел второй том — Битва королей. Интересно, как издательство «Харпер Коллинз» завлекало читателей — в книжных магазинах бесплатно можно было взять брошюру с первыми главами «Игры престолов». На перой же странице крайне лестно о книге отзывались Роберт Джордан, Раймонд Фейст и Энн Маккефри. Сама брошюра давала небольшую скидку на полную версию романа.
Впервые книгу опубликовано американское издательство Bantam Spectra 16 ноября 1998 года. Позже публикация состоялась в британском издательстве Voyager Books. Впоследствии роман был переведён на 23 языка, в том числе русский и украинский.
В 2005 году вышло ограниченное подарочное издание романа с иллюстрациями известного художника Джона Хау.

### Создание мира произведения
Гражданская война в Вестеросе, или Война Пяти Королей, является отсылкой к таким историческим конфликтам, как Война Алой и Белой Розы (сразу видно аллегорию на красных Ланнистеров и белых Старков) и Столетняя война (опять же ассоциация Ланнистеров с захватчиками-англичанами и Старков — с французами, которые защищали свою страну). К обоим конфликтам также можно отнести смерть короля, который крепкой рукой держал государство, и конфликт за трон.
Историческим прототипом Стены, огромного ледяного сооружения на северной границе Семи Королевств, является Вал Адриана в Шотландии. Его построили римские легионеры, чтобы отбивать атаки пиктов и бригантов из северных лесов. Идея возвести 120-километровые укрепления принадлежит римскому императору Адриану. Строительство проходило в 122-126 гг.. В романе же она защищает Вестерос от племён одичалых и Иных — ледяных демонов. Идея для создания пришла к Мартину в 1981 году, когда он посетил Великобританию для встречи с писательницей Лизой Таттл, с которой они вместе дорабатывали повесть Шторм в Гавани Ветров до романа Гавань Ветров. Побывал Джордж и в Шотландии, где взобрался на вершину Адрианова вала и попытался представить, каково было легионерам держать здесь оборону. Так родилась идея создать Ночной Дозор.
Я многое пережил там, глядя на север, и просто обратился к этим переживаниям, когда начал писать „Игру престолов“ … Однако фэнтези нуждается в определенной игре воображения — я не мог просто взять и описать вал Адриана. Он по-своему впечатляет, но в нем всего футов десять высоты, и построен он из земли и камня.
Для эпического фэнтези простого аналога было мало и Мартин создал огромный ледяной барьер 700 футов в высоту. Простых же местных племён также было недостаточно, поэтому писатель создал за Стеной целый разнообразный мир. Так родились дремучий Зачарованный лес с деревнями одичалых, и Клыки Мороза, горы с лютым холодом, и многие другие северные локации:8-9. Братство Ночного Дозора, обороняющее Стену, схоже с рыцарским орденом тамплиеров, державшим похожие обеты. Также некоторые исследователи отмечают схожесть этого укрепления с Великой Китайской Стеной.
Дотракийцы с мире Мартина схожи с кочевыми племенами гуннов, монголов, аваров и мадьяр. Также в них прослеживаются черты индейских племён с Великих Равнин, а также характерные для фэнтези элементы. Дотракийцы — доблестные и отважные воины, они не знают страха в боях и ведут захватническую политику, так как презирают слабых. Трофеи они свозят в свою столицу Вейес Дотрак. Лёгкие переносные жилища, простая пища и культ коня характерны для культур тюрок и монголов. Дотракийский кривой меч аракх с внутренней заточкой создан по образу египетского меча хопеша. Плетение длинных кос у воинов — отсылка к кочевым племенам сяньби, дунху и маньчжуров. Из языка дотракийцев звучали только отдельные фразы для создания атмосферы, все фразы для удобства заменены английскими.
Согласно одной из версий, лютоволки списаны с ужасных волков (Aenocyon dirus), псовых эпохи позднего плейстоцена, обитавших на территории Северной Америки.
Джордж Мартин профессионально владеет только английским языком, поэтому в романах больше всего прообразов из британской истории, а не испанской или немецкой.
Как упомянул сам автор, красноречивый Тирион Ланнистер, один из главных героев произведения, копирует как его собственные черты, так и черты английского короля Ричарда III. О последнем некоторые историки говорили как о «воплощении физического и морального уродства». Как считают отдельные исследователи, Дом Ланнистеров — отсылка к коварному и властолюбивому семейству Борджиа из Италии. О них также шли слухи о кровосмешении. В романе же этим увлечены Джейме Ланнистер и его сестра Серсея. Исследователи провели параллель между казнью Эддарда Старка и исчезновения его брата Бенджена с казнью Ричарда Плантагенета, 3-й герцога Йоркского и гибелью его дяди в бою. И того, и другого обезглавили, Ричарду досталась бумажная корона и смех, облитая смолой же голова Неда была подвешена на пике над вратами Красного Замка. Сын Ричарда Эдуард IV напоминает сына Эддарда — Робба Старка. Как подтвердил сам автор, Кейтилин Старк была создана под влиянием образа королевы Алеоноры Аквитанской. Исследователи обнаружили и другие подобные отсылки — схожесть королевы Серсея с Маргаритой Анжуйской и Элизабет Вудвилл, а также Джона Сноу и Карла Мартелла, французского майордома.
Отмечается и сильное сходство короля Джоффри с Эдуардом Ланкастером, сыном Генриха VI и Маргариты Анжуйской. Они были незаконнорождёнными и в определённой степени безумными, например, любили отрубать врагам головы. Теону Грейджою соответствует Джордж Плантагенет, 1-й герцог Кларенс. Последний был братом Эдуарда IV Йорка и вступил в войну на их стороне, однако, как и Теон, предал их и перешёл к Ланкастерам. Джейме Ланнистер списан с Готфрида фон Берлихингена. Он, как и Джейме, потерял правую руку, за что был прозван Гёц Железная Рука. Сам Ланнистер позже получит золотую. Кхал Дрого, погибший лидер могущественного кхаласара, списан с монгольского вождя Есугея, отца Чингисхана. Харизматичная и амбициозная Аша Грейджой напоминает ирландскую пиратку Грейс О`Мэлли, которая победила своего младшего брата, не дав ему стать вождём. Лианна Старк, вероятно, списана с Лукреции — римлянки, которую изнасиловал сын этрусского царя. Она наложила на себя руки со словами: «Дай мне твёрдое слово, что прелюбодей не останется безнаказанным». Это привело к восстанию и свержению монархии, после чего Рим стал республикой. Лианну же, возлюбленную Роберта Баратеона, похитил и изнасиловал Рейегар Таргариен, сын Безумного Короля. Её последние слова: «Обещай мне, Нед…». Восстание Баратеона, как известно, низложило власть Таргариенов.
Джордж Мартин подтвердил, что Красная свадьба, когда Фреи предательски убили короля Робба Старка и его мать Кейтилин, а также других северян, списана с таких двух событий, как Чёрный обед, когда на пиру у короля Якова II был перебит шотландский клан Дугласов и Резня в Гленко, когда клан Макдональдов ночью перерезал 70 человек из дома Кемпбэллов, находившихся под их кровом, не пощадив даже женщин и детей. Исследователи провели параллель со второй частью японского мифологического текста «Кодзики», когда первый император Японии Дзимму убил на пиру всех своих политических противников. В аккомпанементе тоже была песня, но исполнял её он сам (в «Битве королей» лорда Тайвина рядом не было). Исследователи провели параллель между Битвой на Черноводной с осадой Константинополя арабами в 673—678 гг.. В последней победу византийцам принёс дикий огонь, уничтоживший корабли захватчиков. Также они нашли схожесть между мечом Станниса Светозарным и легендарным клинком Артура Пендрагона Эскалибуром. Первый ярко светился, а химеры на клинке Артура при его обнажении изрыгали пламя.
Захват Теоном Грейджоем Винтерфелла, когда тот имел при себе лишь двадцать соратников, напоминает захват Эдинбургского замка шотландцами. Граф Морей взял его, имея при себе лишь тридцать воинов. Наконец, Братство без знамён, организованное лордом Бериком Дондаррионом, является отсылкой к Робину Гуду и его Братству Шервудского Леса.
Религия красной жрицы Мелисандры — вера в Р’глора, Владыку Света — схожа с зороастризмом. В этом персидском веровании огонь может даровать прозрение человеку и открывать некую мудрость. Верующие часто молятся у огня, как, собственно говоря, и в саге Мартина. Помимо того, зороастризм подчёркивают борьбу между добром и злом. В книгах их образы — Владыка Света и Великий Иной.
В 2015 году издательство HarperCollins, открыв в Лондоне новый офис, решило выставить на обозрение написанное в октябре 1993 года письмо Джорджа Мартина к своему литературному агенту Ральфу Вичинанце. В нём содержатся детали концепции и событий «Песни Льда и Пламени». Вскоре фотографии письма всплыли в сети, а попытки изх удалить успехом не увенчались. Джордж Мартин подтвердил своё авторство. Однако последний абзац письма был плотно зарисован чёрным маркером. К письму прилагались первые тринадцать глав первого тома саги:
Грубо говоря, приложенные первые главы дают начало трём основным конфликтам, которые определят главные сюжетные линии трилогии, переплетающиеся в сложное, но восхитительное (как я надеюсь) полотно. Каждый из конфликтов приведет к разрушительной угрозе судьбе моих вымышленных Семи Королевств и жизней моих главных героев. Первая угроза возникнет из-за вражды между великими домами Ланнистеров и Старков, которая выльется в заговор, контрзаговор, честолюбивые стремления, убийство и месть, а главным призом окажется Железный трон Семи Королевств. Таков костяк первой книги трилогии, «Игры престолов».
Вторая угроза, по мнению автора, это вторжение дотракийцев под лидерством Дейенерис Таргариен — центр сюжета «Танца драконов» и приход Иных — сюжетные линии «Ветров зимы», шестого тома. Для поднятия напряжения автор создал атмосферу, в которой может погибнуть абсолютно любой персонаж, даже важный протагонист. Как основных персонажей Мартин определял Тириона Линнистера, Дейенерис Таргариен, Арью и Брана Старков, а также их брата Джона Сноу. В начале Джордж Мартин предполагал смерть Эддарда и Кейтилин, брак Сансы и Джоффри и отрешение первой от семьи, а также любовь Тирион и Арьи. Также он отмечал то, что Бран сможет пользоваться магией, а Дейнерис убьёт Дрого, отомстив ему так за жестокое убийство брата.

## Критика

### Награды и номинации
| Год  | Премия                               | Категория                          | Лауреаты        | Результаты | Ист.   |
| ---- | ------------------------------------ | ---------------------------------- | --------------- | ---------- | ------ |
| 1999 | Локус (премия)                       | Роман фэнтези                      | «Битва королей» | Победа     | [ 1 ]  |
| 1999 | Лучшие книги года по версии SF сайта | НФ/фэнтези книги — Выбор Читателей | «Битва королей» | Победа     | [ 35 ] |
| 1999 | Небьюла                              | Роман                              | «Битва королей» | Номинация  | [ 1 ]  |
| 2001 | Премия SFinks                        | Зарубежный роман года              | «Битва королей» | Победа     | [ 35 ] |
| 2000 | Мраморный фавн                       | Переводная книга                   | «Битва королей» | Номинация  | [ 35 ] |
| 2001 | Премия SFinks                        | Книга года                         | «Битва королей» | Номинация  | [ 35 ] |
| 2004 | Игнотус                              | Лучший иностранный роман           | «Битва королей» | Победа     |        |

### Отзывы
Редактор российского журнала «Мир фантастики» Дмитрий Злотницкий в своём обзоре саги Мартина от декабря 2008 года отметил качественную рыцарскую атмосферу Высокого Средневековья. Удивился он «непотопляемости» Дома Старков, которые правят Севером тысячи и тысячи лет. Показалась ему странной и изоляция Вестероса от других континентов и отсутствие внешних угроз. Нереалистичным показался ему Ночной Дозор: по мнению Злотницкого, разбойники, убийцы и насильники не могут организовать такое родственное братство и бороться против родственных им по духу Одичалых. В реальности, по его мнению, там бы не было дисциплины, а были бы одни бунты.
В чем Мартин преуспел, так это в создании атмосферы мрачной безысходности и разрухи, неминуемо сопровождающей любые крупные войны.
Редактор отметил, что самой войны и сражений было не так уж и много, а в основном описывается выживание людей в этой войне и мелкие стычки. Помимо того, Злотницкий отметил, что поразительно слаба роль церкви, а религиозных войн фактически не было. В историческом Средневековье то и дело вспыхивали войны на религиозной почве по самым разным поводам. В мире Мартина же соседи спокойно относятся к чужим религиям, а кое-где они даже сосуществуют. Роль септонов, как он отметил, чисто символическая, в отличие от тех самых исторических кардиналов, которые были первыми людьми государств (Ришельё и Мазарини во Франции) и даже того самого Папы Римского.
И вообще, почему никто из знати Вестероса так и не воспользовался таким замечательным предлогом, как религия, чтобы ограбить соседние страны из-за их веры в других, «неправильных» богов, — наверное, одна из главных загадок «Песни Льда и Пламени».
Удивила обозревателя и резкая радикализация религии с началом действия саги, и несоответствие двух традиций, одна из которых превозносит образ прекрасной леди, а другая принижает роль женщины в обществе, и отсутствие развития науки и техники за время правления Таргариенов. Это, по мнению Злотницкого, делает роман более фэнтезийным и менее реалистичным. Ляпом он назвал и широкие окна в замках. А следующим выводом рецензия была подытожена:
Хотя между романами этого цикла и земной историей можно провести немало параллелей, но считать историю Семи королевств полным воплощением реальной истории средневековья в фэнтези-антураже — невозможно.

## Адаптации

### Экранизация
Канал HBO заказал второй сезон сериала «Игра престолов» 19 апреля 2011 года, спустя два дня после официальной премьеры первого сезона.

### Прочее
На основе саги Джорджа Мартина были выпущены коллекционные карточные игры, несколько настольных игр, а также календари и картины. Кроме того, по мотивам книги были созданы компьютерные игры — стратегическая и ролевая от Cyanide; приключенческая от Telltale Games.